# Rio Jaraguá
O rio Jaraguá é um curso de água do estado de Santa Catarina, no Brasil.